# Cimetière marin de Varengeville-sur-Mer
Le cimetière marin de Varengeville-sur-Mer est un cimetière marin se trouvant à Varengeville-sur-Mer. Il entoure l'église Saint-Valery.
L'ensemble de l'église et du cimetière fait l’objet d’un classement au titre des monuments historiques depuis le 6 mars 1924.
Le site est menacé de disparaître en raison de l'érosion de la falaise le long de laquelle il se trouve.

## Inhumés célèbres
- Jean Francis Auburtin (1866-1930), artiste décorateur
- Georges Braque (1882-1963), peintre. Il résida et travailla dans ce village normand. Sa tombe est décorée d'une mosaïque bleue figurant un oiseau[2].
- Théodore de Broutelles (1842-1933), artiste peintre
- Michel Ciry (1919-2018) peintre
- Jacques-Antoine Danois (1780-1857), grognard de Napoléon Ier, né à Varengeville-sur-Mer
- Paul Nelson (1895-1979), architecte
- Georges de Porto-Riche (1849-1930), romancier
- Albert Roussel (1869-1937), compositeur
- Raphaël Salem (1898-1963), mathématicien
- Robert Thoumyre (1883-1947), avocat, industriel et homme politique

## Au cinéma
En 1974, le cimetière marin a servi de décor au film Le Retour du Grand Blond pour la scène de l'organisation des fausses funérailles.